# Klare Taal
Klare Taal was een radioprogramma van Radio Nederland Wereldomroep. In het programma werd de Nederlandse taal op speelse wijze onder de loep genomen. Wekelijks sprak presentator Arie Bras met taalvirtuozen over taalontwikkelingen, taalgebruik en spelling. Hij attendeerde luisteraars bovendien op blunders van openbare sprekers en op de betekenis van (bijna vergeten) spreekwoorden of gezegden.
Taaldeskundigen als Wim Vriezen en Wim Daniëls waren regelmatig te gast in het programma, evenals Paulien Cornelisse die er taalkwesties besprak die later in haar boek Taal is zeg maar echt mijn ding werden opgenomen.
Klare Taal bestond van 2004 tot 2014 en werd beëindigd toen Radio Nederland Wereldomroep als zodanig ophield te bestaan en opging in het nieuwe RNW Media, dat in 2013 was opgericht.